# Подъёмник Ласерда
Подъёмник Ласерда (порт. Elevador Lacerda) — пассажирский лифт, достопримечательность города Салвадор, Федеративная республика Бразилия. Подъёмник Ласерда соединяет Верхний город (исторический центр Салвадора) с Нижним — деловыми и финансовыми районами.

## Описание
Конструктивно подъёмник Ласерда состоит из двух башен: одна из них несёт четыре лифтовые шахты; другая, расположенная вдоль склона и, частично, в толще горы, служит местом расположения противовесов. Общая высота сооружения — 72 метра.
Подъёмник включает в себя четыре лифтовые кабины, рассчитанные на 32 пассажира каждая. Время подъёма на высоту 50 метров — около 30 секунд.
Подъёмник, являясь средством городского пассажирского транспорта города Салвадор, перевозит до 900 000 человек в месяц (или в среднем 28 000 человек в день). Стоимость проезда — 15 сентаво.
Традиционно именно подъёмник Ласерда считается центром столицы штата Баия. Верхняя площадка подъёмника выходит к величественному дворцу Рио Бранко, бывшей резиденции губернатора штата, ныне Бразильскому музею. С верхней площадки открывается замечательный вид на Нижний город, залив Всех Святых, форт Санту-Антониу-да-Барра, рынок Модело, бывший когда-то одним из крупнейших невольничьих рынков побережья, мыс Умаита, Церковь Nosso Senhor do Bonfim, а также на остров Итапарика . От площадок подъёмника расходятся улицы как Верхнего, исторического, города, так и Нижнего, торгового.
Подъёмник Ласерда неоднократно упоминается в произведениях Жоржи Амаду.

## История подъёмника Ласерда
- 1869 — начало строительства сооружения на месте ручного подъёмника иезуитов (Guindaste dos Padres). Осуществляется под руководством инженера Аугусто Фредерико де Ласерда, брата основателя акционерного общества городского транспорта Салвадора — Антонио Франсиско де Ласерда. При строительстве использовалась сталь, импортируемая из Великобритании.
- Декабрь 1873 — открытие подъёмника, оснащённого двумя гидравлическими лифтами; первоначально подъёмник получил имя Elevador do Parafuso.
- 1896 — подъёмник получает настоящее имя в честь своего строителя Аугусто Фредерико де Ласерда.
- 1906 — электрификация лифтов.
- 1930 — перестройка башни лифта в стиле ар-деко с добавлением ещё двух пассажирских кабин. Подъёмник приобретает свой нынешний вид.
- 1980-е годы — реконструкция несущих конструкций лифта.
- 1997 год — реконструкция электрических машин, оснащение электронной системой контроля.
- 2002 год — организована подсветка достопримечательности в ночное время.
- 2006 год — подъёмник Ласерда внесён в список художественного и исторического наследия Бразилии.
- 2016 год — во время эстафеты олимпийского огня в Салвадоре Жилсон Насименту спустился с подъёмника с олимпийским факелом в руках с использованием дюльфера.